# Гейгер, Вилли

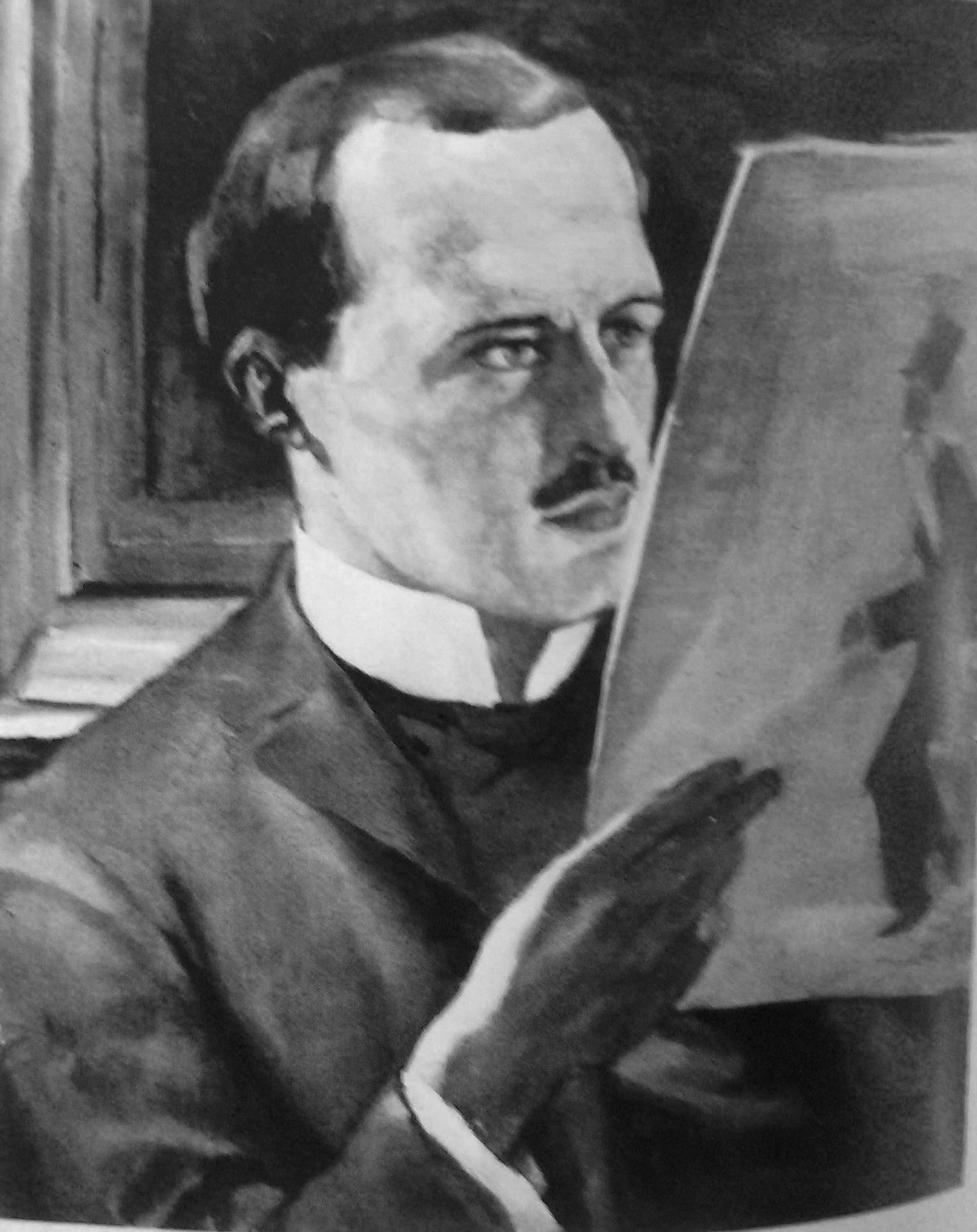
Альберт Вайсгербер Портрет Вилли Гейгера

Вилли Гейгер (нем. Willi Geiger; 27 августа 1878, Ландсхут — 11 февраля 1971, Мюнхен) — немецкий живописец и график.

## Жизнь и творчество
Вилли Гейгер родился в семье преподавателя. В 1898—1899 годах он учится в мюнхенской Королевский школе прикладного искусства, где получил специальность учителя рисования. В 1903 году художник поступает в Академию искусств, в классы Франца фон Штука и Петера Хальма, где занимается совместно с Альбертом Вайсгербером и Гансом Пуррманом. Творческие успехи В.Гейгера в области графического мастерства были отмечены в 1910 году премией Вилла Романа. Он создавал также иллюстрации к произведениям Франка Ведекинда, Рихарда Демеля и др. Вплоть до 1914 года художник живёт и работает в Берлине, где выставляет свои полотна в местных галереях. Позднее он переезжает в Мюнхен и принимается профессором в Высшую школу прикладного искусства. Преподавал также в Лейпцигской академии. В 1920-е годы В. Гейгер увлекается старыми испанскими мастерами, пишет копии с произведений Эль Греко, Веласкеса и Ф. Гойи, занимается портретной живописью. В этот период его мастерство достигает своей вершины.
После прихода к власти в Германии национал-социалистов Гейгер был отстранён от преподавания. Художник в этот период жил обособленно на озере Кимзе в Верхней Баварии и целиком посвятил себя живописи. В 1946 году он вновь на преподавательской работе, в мюнхенской Академии искусств. В 1948 он становится почётным горожанином родного Лансхута. В 1951 он — лауреат премии города Мюнхен в области культуры. В 1958 В. Гейгер награждается орденом «За заслуги ФРГ» I класса, в 1969 — баварским орденом «За заслуги».
Сын Вилли Гейгера, Рупрехт Гейгер, был также известным художником и скульптором.